# 高次脳機能障害
高次脳機能障害（こうじのうきのうしょうがい）とは主に以下の2つの意味で用いられる病態である。
1. 外傷などの脳損傷を受傷したあとに認知機能障害を呈し、社会的適応が低下した状態（厚生労働省が策定した行政的な定義）
2. 高度で複雑、抽象的な処理を必要とする広範囲の脳機能の障害（臨床医学的な定義）

## 行政的な定義
2001年に日本の厚生労働省は高次脳機能障害支援モデル事業を開始した。そこで集積された脳損傷者のデータを分析した結果、 記憶障害、注意障害、遂行機能障害、社会的行動障害などの認知障害を主たる要因として、日常生活及び社会生活への適応に困難を有する一群が存在し、 これらについては診断、リハビリテーション、生活支援等の手法が確立しておらず早急な検討が必要なことが明らかとなった。そこでこれらの者への支援対策を推進するために定められた診断基準の概要が以下である。
診断基準（1〜3のすべてを満たす）
1. 脳の器質的病変の原因となる疾病の発症や事故による受傷の事実がある。
2. 日常生活または社会生活に制約があり、その主たる原因が記憶障害、注意障害、遂行機能障害、社会的行動障害などの認知障害である。
3. 脳MRI、頭部CT、脳波などによる脳の器質的病変が確認できる

除外基準
1. （略）
2. 発症または受傷以前から症状を同程度に呈している場合
3. 先天性疾患、発達障害、進行性疾患、周産期における脳損傷を原因とする場合

なお、令和4年の診断基準改訂において、診断基準3については医学的に十分に合理的な根拠が示された診断書でも代用できるとされた。また高次脳機能障害の診断は外傷や疾病の急性期を脱した後（つまり症状が固定化した後）に行う必要がある。
この診断基準に示されているように、周産期の脳損傷である脳性麻痺や、認知症患者は行政的な高次脳機能障害の患者には該当しない。これは高次脳機能障害者の支援の対象ではなく、他の支援制度の対象となるためである。
高次脳機能障害情報・支援センターによるとICD-10ではF04（器質性健忘症候群、アルコールその他の精神作用物質によらないもの）、F06（脳の損傷及び機能不全並びに身体疾患によるその他の精神障害）、F07（脳の疾患，損傷及び機能不全による人格及び行動の障害）に含まれる病態が高次脳機能障害に該当しうるとしている。ただしこの3項目に含まれるすべての病態が対象となるわけでない。

## 臨床的な定義
高次脳機能とは言語、行為、認知、記憶、判断など、主に脳の連合野皮質によって営まれている機能である。臨床的に高次脳機能障害と表現する場合、その原因は外傷には特定せず「局所的な脳機能の破綻によって生じる心理過程の破綻」と包括的に定義されることもあれば、行政的な定義に倣って外傷を前提とする場合もある。「高次」が指す意味は明確に定義されているわけではないが、一次感覚野や一次運動野のように他の哺乳類とも多くの機能を共有する脳機能とは異なり、よりヒトにおいて進化した脳機能を包括的に指していると考えられる。鹿島は「高次」とは「意味に関わる」機能を指すと述べた。

## 海外での用語
海外では高次脳機能（Higher brain function）という用語は神経学や生理学で用いられる事があるが、高次脳機能障害（Higher brain dysfunction）という用語はほとんど用いられていない。世界的な医学論文のデータベースであるPubmedで"Higher brain dysfunction"と検索した場合にヒットする文献はほとんどが日本人によるものである。
日本で言う臨床的な高次脳機能障害に該当する病態としては、包括的にCognitive dysfunction（認知障害）という用語がある。ICD-10では「F「F0：器質性精神障害（organic mental disorders）」、DSM-5では「神経認知障害（neurocognitive disorders）」などの一部の病態に該当する。

## 主要な症状
- 記憶障害

- 注意障害

- 遂行機能障害

- 社会的行動障害

## 障害部位
損傷される脳の部位によって、失行、失認、失語、記憶障害、注意障害などの病態を現す。
- 左前頭葉ブローカ野の損傷による運動性失語：ブローカ失語

- 左側頭葉ウェルニッケ野の損傷による感覚性失語：ウェルニッケ失語

- 右側頭葉：着衣失行

- 後頭葉：物体失認

## 治療

### 治療・支援上の留意点
高次脳機能障害の治療や患者支援を行う際には、患者の持つ認知機能への個別の配慮が必須である。また、以下の留意点が挙げられる。
- 認知機能障害のアセスメントから得意・不得意を明らかにすること
- 注意や集中の継続が難しい場合、セッション中の休憩を確保すること、1セッションの時間を短く設定してセッションの頻度を増やすこと
- コミュニケーションに関しては、明確な質問を行うこと、セッション内容を視覚的にも示し理解を促すこと
- 記憶に関しては、ノートやファイルなどを用意し重要なポイントをそこに落とし込んでいくこと、ポイントを繰り返し伝えること、治療過程に家族や介護者を巻き込むこと
- 遂行機能に関しては、情報をゆっくりと提示し応答時間を多くとること、より具体的な事象に焦点を当てていくこと

## 引用
1. 1 2 3  Hiraoka, Takashi (2021). “Interpretations and applications of the term, “higher brain dysfunction”” (英語). Japanese Journal of Comprehensive Rehabilitation Science 12 (0):  1–3. doi:10.11336/jjcrs.12.1. ISSN 2185-5323.
2. ↑  “高次脳機能障害を理解する”.   国立障害者リハビリテーションセンター. 2025年4月5日閲覧。
3. 1 2  “令和4年版 高次脳機能障害 診断基準 ガイドライン”.   厚生労働科学研究成果データベース (MHLW GRANTS SYSTEM). 2025年4月5日閲覧。
4. ↑  “高次脳機能障害を理解する > 主要症状の解説”.   国立障害者リハビリテーションセンター. 2025年4月5日閲覧。
5. ↑  『病気がみえる vol.7 脳・神経』大日本印刷株式会社、2011年3月2日発行、138-143頁。ISBN 978-4-89632-358-0。
6. ↑  『高次脳機能障害の理解と診察』中外医学社、2017年12月25日、4頁。
7. ↑  鹿島春雄 (2015). “高次脳機能障害”. 精神神経学雑誌 117 (8):  663-668.
8. 1 2  日本認知・行動療法学会 編『認知行動療法事典』丸善出版、2019年、376-377頁。

## 関連人物
- 柳浩太郎 - 俳優。2003年12月に帰宅途中での交通事故で頭部を強打して発症。
- 常石勝義 - 元JRA騎手。2004年8月のレース中の落馬事故により発症。
- 石山繁 - 元JRA騎手。2007年2月のレース中の落馬事故により発症。
- GOMA - 2009年11月に首都高での事故に遭った時に発症。
- 石井雅史 - 元競輪選手。練習中の事故により発症。その後、北京パラリンピック1kTTで優勝。
- ケンタロウ - 料理研究家。2012年2月に首都高でオートバイ事故を起こし6メートル下に転落して発症。